# EVO 5 (2022)
La EVO 5 è un'autovettura di tipo Sport Utility Vehicle di segmento B commercializzata dalla casa automobilistica italiana Auto EVO, in seguito alla presentazione durante il Milano Monza Open-Air Motor Show del 2022, a partire dal 2023.
Questo veicolo si colloca, nella gamma del marchio EVO, sopra il modello d'ingresso EVO 3 e parallelamente al più grande EVO 4, di cui costituisce un'alternativa più votata allo stile e all'off-road piuttosto che allo spazio.

## Il contesto

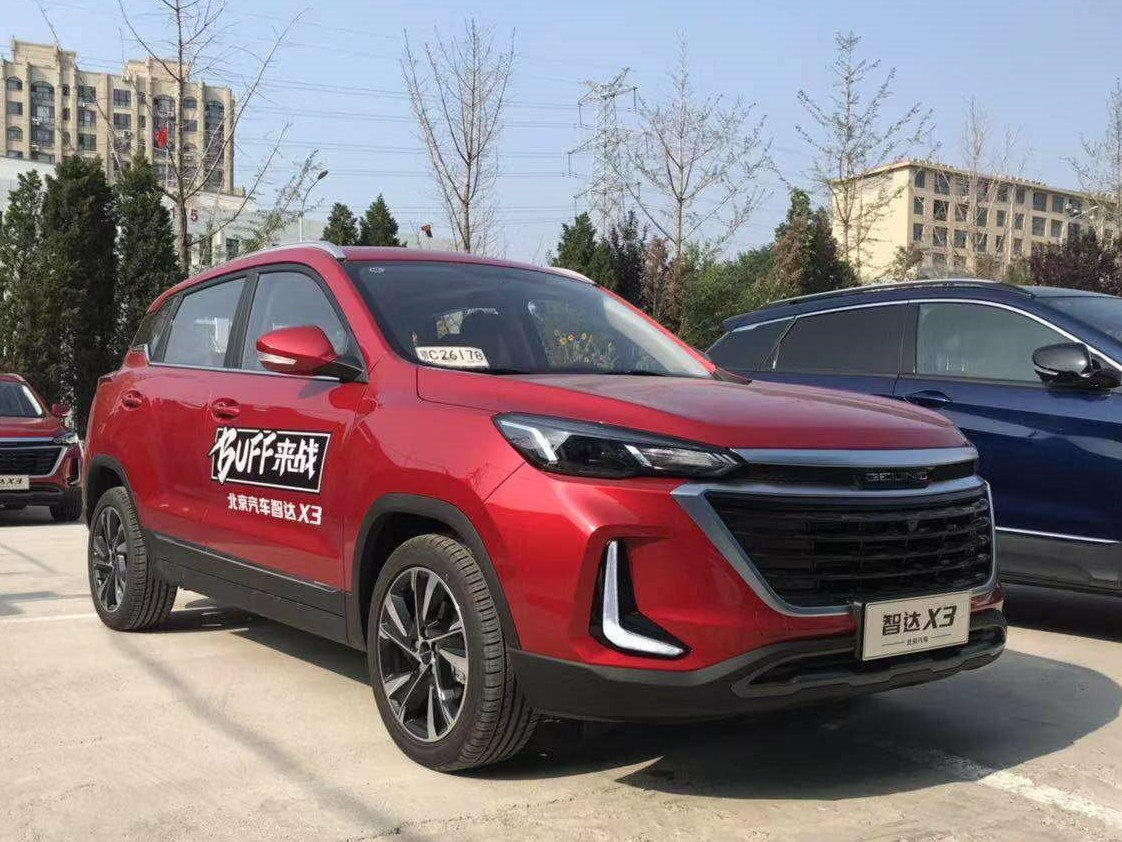
Il SUV cinese Beijing X3, prodotto da cui nasce la seconda generazione dell'EVO 5.

La seconda generazione dell'EVO 5 nasce per sostituire l'ormai obsoleta prima generazione, lanciata nel 2007 col nome di DR 5 per entrare, nel 2020, nella nuova gamma EVO. Al pari del fuoristrada ICKX K2, questo veicolo è uno dei primi prodotti realizzati dal gruppo DR in collaborazione con il gruppo cinese BAIC.
L'EVO 5 di seconda generazione deriva dal SUV cinese Beijing X3 (in precedenza noto come la seconda generazione del Senova X35) e differisce dal veicolo originale per la calandra diversa (dotata del logo della casa molisana sul bordo nero lucido, e in tinta con la carrozzeria all'interno), per la parte inferiore dei paraurti dotata di un inserto in tinta con la carrozzeria e per alcune personalizzazioni (loghi differenti, sellerie, cerchi in lega, vernice bicolore e barra cromata sul portellone, la quale nel SUV italiano è in tinta con la carrozzeria).
Il veicolo entrerà in commercio nel corso del primo trimestre del 2023 e sarà disponibile con un motore turbo a benzina in grado di erogare 136 CV e 210 Nm di coppia per una velocità massima di 185 km/h. Come da tradizione, sarà offerta anche una versione a doppia alimentazione benzina-GPL. L'unico cambio disponibile è un manuale a sei rapporti.